# Neonematobothrioides poonui
Neonematobothrioides poonui är en plattmaskart. Neonematobothrioides poonui ingår i släktet Neonematobothrioides och familjen Didymozoidae. Inga underarter finns listade i Catalogue of Life.